# راد جانسون (برنامه‌نویس)
راد جانسون (انگلیسی: Rod Johnson؛ زادهٔ ) یک دانشمند در زمینه نرم‌افزار اهل استرالیا است. 